# Ivan Reis
Ivan Reis né le 11 juin 1976 à São Paulo, est un artiste de comics brésilien. Il est connu pour son travail sur les bandes dessinées Ghost de Dark Horse Comics, Captain Marvel de Marvel Comics et Action Comics, Green Lantern et Aquaman de DC Comics. D'après le collaborateur Geoff Johns, le style de dessin d'Ivan Reis ressemble à une combinaison de celui d'Alan Davis et de Neal Adams.

## Carrière
Pendant trois ans, Reis a travaillé pour Mauricio de Sousa au Brésil. Il a commencé sa carrière à l'international pour Dark Horse Comics en travaillant sur Ghost, à partir du numéro #17 et a travaillé comme artiste régulier jusqu'à la conclusion de la série avec le numéro #36. Ses autres travaux pour Dark Horse incluent The Mask, Time Cop et Xena. Plus tard, il a travaillé pour Lightning Comics.
Chez Vertigo, il a dessiné un numéro de The Invisibles de Grant Morrison. Il est devenu plus connu grâce à Lady Death chez Chaos! et CrossGen. Chez Marvel Comics, Reis a travaillé sur The Thing & She-Hulk: The Long Night, Avengers Icons: Vision, Captain Marvel, Iron Man, Les Défenseurs et Les Vengeurs.
Depuis 2004, Ivan Reis a travaillé pour DC Comics sur Action Comics, Teen Titans, Rann–Thanagar War, Superman et Infinite Crisis. Reis a commencé a dessiner sur Green Lantern vol. 4 avec le numéro #10 (Mai 2006). Il quitte Green Lantern après le numéro #38 (Mars 2009) pour dessiner la série limitée Blackest Night (Juin 2009 – Mai 2010) et la série limitée qui suit, Brightest Day (juillet 2010 - juin 2011),. Il devient le dessinateur régulier sur le run du scénariste Geoff Johns sur Aquaman vol. 7, qui a été lancé en septembre 2011. Ivan Reis a dessiné les 13 premiers numéros avant de passer à la Justice League, où il a remplacé Jim Lee,. Johns et Reis ont introduit le Syndicat du Crime dans la continuité des New 52 dans Justice League #23 (Oct. 2013). Il a dessiné le premier numéro de The Multiversity de Grant Morrison, en 2014.

## Publications
Dessins intérieurs (sauf indication contraire) :

### Chaos! Comics
- Lady Death :
  - Alive #2 (avec Brian Pulido, 2001)
  - Dark Alliance #1-3 (avec l'écrivain John Ostrander, 2002)
  - Jade #1 (avec le scénariste Brian Auguste, 2002)
  - Judgement War #3 (avec des écrivains Brian Pulido et Len Kaminski, 2000)
  - Last Rites #4 (avec l'écrivain John Ostrander, 2002)
  - The Rapture #2-3 (avec les écrivains Brian Pulido et Len Kaminski, 1999)

### CrossGen
- Lady Death: A Medieval Tale #1-6 (avec l'écrivain Brian Pulido, 2003)
- Crux #21 (2003)

### Dark Horse Comics
- Ghost #17-25, 28-31, 33-36 (1996-98)
- Xena: Warrior Princess #3 (avec Mike Deodato) (1999)

### DC Comics
- Action Comics (Lana Lang) #812; (Superman) #813–819, 822–825 (avec le scénariste Chuck Austen, 2004–05)
- Aquaman vol. 7 #1–13, #0 (avec le scénariste Geoff Johns, 2011–12)
- The Authority vol. 3 #9 (histoire secondaire, avec le scénariste Christos Gage, 2009)
- Batman vol. 3 #6 (2016)
- Blackest Night, miniseries, #0–8 (avec le scénariste Geoff Johns, 2009–10)
- Blackest Night: Tales of the Corps, miniseries, #3 (avec le scénariste Geoff Johns, 2009)
- Brightest Day #1–14, 16–24 (avec les scénaristes Geoff Johns et Peter Tomasi, parmi d'autres artistes, 2010–11)
- Countdown to Infinite Crisis #1 (avec le scénariste Geoff Johns, 2005)
- Cyborg #1–6 (avec le scénariste David F. Walker, 2015–16)
- DC Comics – The New 52 FCBD Special Edition #1 (parmi d'autres artistes, 2012)
- DC Comics: The New 52 Zero Omnibus (couverture, 2012)
- DC Universe #0 (parmi d'autres artistes) (2008)
- DC Universe: Rebirth #1 (parmi d'autres artistes; & couverture variante de la première impression, 2016)
- DCU Holiday Special #1 (parmi d'autres artistes) (2009)
- 52 #22 (Green Lantern backup story, avec le scénariste Mark Waid, 2006); #51 (Justice League backup story, avec le scénariste Mark Waid, 2007)
- Green Lantern vol. 4 #10–17, 21–25, 29–38, Super Spectacular (avec le scénariste Geoff Johns, 2006–11)
- Infinite Crisis, miniseries, #4–7 (parmi d'autres artistes) (2005–06)
- Infinite Crisis Special: Rann–Thanagar War #1 (avec le scénariste Dave Gibbons, 2006)
- The Invisibles vol. 2 #18 (avec le scénariste Grant Morrison, 2000)
- Justice League vol. 2 #8, 12, 15–17, 19, 22–24, 26–28, 30, 35 (avec le scénariste Geoff Johns, 2012–14)
- Justice League of America, vol. 4, #25 (avec le scénariste Dwayne McDuffie, parmi d'autres artistes, 2008)
- Justice League of America, vol. 5, #1, 4, 12–14 (2017)
- Justice League of America: The Atom - Rebirth #1 (couverture, 2017)
- Justice League of America: Vixen - Rebirth #1 (couverture, 2017)
- Justice League of America: The Ray - Rebirth #1 (couverture, 2017)
- Justice League of America: Killer Frost- Rebirth #1 (couverture, 2017)
- Kamandi Challenge #5 (avec le scénariste Bill Willingham, 2017)
- The Multiversity #1–2 (avec le scénariste Grant Morrison, 2014–15)
- Rann–Thanagar War, miniseries, #1–6, Special #1 (avec le scénariste Dave Gibbons, 2005–06)
- Superman vol. 2 #223 (avec le scénariste Mark Verheiden, 2006)
- Superman vol. 4 #14 (2017)
- Superman/Batman: Secret Files 2003 (avec le scénariste Geoff Johns)
- Teen Titans/Outsiders Secret Files 2003 (avec le scénariste Geoff Johns)
- Teen Titans/Legion Special #1 (avec les scénaristes Geoff Johns et Mark Waid, 2004)
- Untold Tales of Blackest Night #1 (parmi d'autres artistes) (2010)
- WildCATS vol. 2 #9 (histoire secondaire, avec le scénariste Christos Cage, 2009)

### Marvel Comics
- The Supernaturals (avec l'écrivain Marc Andreyko), série limitée de 5 numéros, Marvel Comics, 1998
- Avengers vol. 3 #52, 64 (avec le scénariste Geoff Johns, 2003), Annual 2001 (avec l'écrivain Kurt Busiek, 2001)
- Avengers Icons:Vision, la mini-série, #1-4 (avec le scénariste Geoff Johns, 2002)
- Captain Marvel vol. 3 #4, 9-12 (avec le scénariste Peter David, 2003)
- Les défenseurs vol. 2 #12 (histoire secondaire, avec les écrivains Kurt Busiek et Jo Duffy, 2002)
- Quicksilver #7, 9 (1998)
- Supernaturals, mini-série, n ° 1-4 (1998)
- The Thing/She-Hulk: The Long Night #1 (avec le scénariste Todd Dezago, 2002)